# Heinz Thomas (Historiker)
Heinz Thomas (* 28. November 1935 in Gotha; † 26. Mai 2024 in Bonn) war ein deutscher Mittelalterhistoriker.

Heinz Thomas studierte Geschichte und Germanistik an der Universität Bonn. Nach dem Staatsexamen erfolgte 1966 in Bonn mit einer von Eugen Ewig und Helmut Beumann betreuten Arbeit über die Trierer Geschichtsschreibung des 11. Jahrhunderts die Promotion. 1972 habilitierte er sich ebenfalls bei Ewig in Bonn mit der Untersuchung Zwischen Regnum und Imperium. Die Fürstentümer Bar und Lothringen zur Zeit Kaiser Karls IV. Ab 1973 war er außerplanmäßiger Professor in Bonn. Von 1980 an lehrte er bis zu seiner Emeritierung als Professor für Mittlere und Neuere Geschichte an der Universität Bonn. Er starb am 26. Mai 2024.
Der Forschungsschwerpunkt von Thomas war das deutsche Spätmittelalter. Grundlegend wurden seine Forschungen zur Trierer Geschichtsschreibung, zur Geschichte des deutsch-französischen Grenzraums im Spätmittelalter und zur Entstehung eines deutschen Eigenbewusstseins in der Geschichtsschreibung und der mittelhochdeutschen Literatur. Er legte eine umfassende politische Geschichte des deutschen Spätmittelalters und eine maßgebliche Darstellung über Ludwig den Bayern vor. Intensive Debatten führte er mit Kollegen der germanistischen Mediävistik über die Datierung von Werken der mittelhochdeutschen epischen Dichtung, für deren Abfassung Thomas politische Anlässe und Kontexte vorschlug. Im Jahr 2000 veröffentlichte er eine Darstellung über Jeanne d’Arc.
Thomas war Mitglied der Gesellschaft für Rheinische Geschichtskunde.

## Schriften (Auswahl)
Monographien
- Jeanne d’Arc. Jungfrau und Tochter Gottes. Fest, Berlin 2000, ISBN 3-8286-0065-4.
- Ludwig der Bayer (1282–1347). Kaiser und Ketzer. Pustet u. a., Regensburg u. a. 1993, ISBN 3-7917-1366-3.
- Deutsche Geschichte des Spätmittelalters 1250–1500. Kohlhammer, Stuttgart u. a. 1983, ISBN 3-17-007908-5.
- Kaiser Otto III. Eine Skizze. Schwarzbold, Witterschlick 1980.
- Zwischen Regnum und Imperium. Die Fürstentümer Bar und Lothringen zur Zeit Kaiser Karls IV. (= Bonner historische Forschungen. Bd. 40). Röhrscheid, Bonn 1973 (Zugleich: Bonn, Universität, Habilitations-Schrift).
- Studien zur Trierer Geschichtsschreibung des 11. Jahrhunderts, insbesondere zu den Gesta Treverorum (= Rheinisches Archiv. Bd. 68, ISSN 0933-5102). Röhrscheid, Bonn 1968 (Bonn, Universität, Dissertation vom 27. Juli 1966).

Aufsatzsammlung
- Ingrid Heidrich, Bruno Scherff (Hrsg.): Essays zur deutschen und französischen Geschichte des Mittelalters. Festgabe zu seinem 65. Geburtstag. WVT, Wissenschaftlicher Verlag Trier, Trier 2000, ISBN 3-88476-422-5.[4]